# Cricetus cricetus
Il criceto comune (Cricetus cricetus Linnaeus, 1758), unica specie del genere Cricetus Leske, 1779, è un piccolo roditore della famiglia dei Cricetidi diffuso in Eurasia.

## Descrizione
Il criceto comune raggiunge una lunghezza di 19–34 cm (dei quali 3-6 sono costituiti dalla coda); il peso si aggira sui 150-500 g ed è pertanto almeno dieci volte superiore a quello dell'arvicola agreste. La pelliccia, piuttosto folta, è di colore rossiccio chiaro sul dorso, con macchie bianche su muso, guance, gola e fianchi dietro le zampe anteriori, e nera sul ventre. Le zone chiare della pelliccia spiccano nettamente nei confronti della regione ventrale scura, e rivestono perciò un'importanza ben precisa negli atteggiamenti di minaccia. Oltre a esemplari dalla colorazione usuale, la specie comprende anche forme dalle tinte molto diverse, che vanno dagli albini con occhi rossi agli animali dal mantello più o meno sbiadito fino ai criceti completamente neri. La coda è scarsamente rivestita di pelo; il capo è appuntito, gli occhi sono neri e grandi, le orecchie membranose e di media lunghezza. I piedi sono sorprendentemente corti, per cui l'animale, quando corre, sfiora quasi il suolo con il corpo.

## Distribuzione e habitat
Il criceto comune occupa un areale piuttosto vasto, che dall'Europa occidentale, attraverso le regioni centrali e orientali del continente, la Russia e il Kazakistan, raggiunge a est il fiume Yenisei (Russia asiatica). In Europa si incontra in una fascia di territorio che va da Belgio, Paesi Bassi e Francia settentrionale a ovest alla Russia a est, e da Germania settentrionale, Polonia e Russia a nord alla Bulgaria a sud. Si incontra dal livello del mare fino a 650 m di altitudine.

## Biologia

### Comportamento

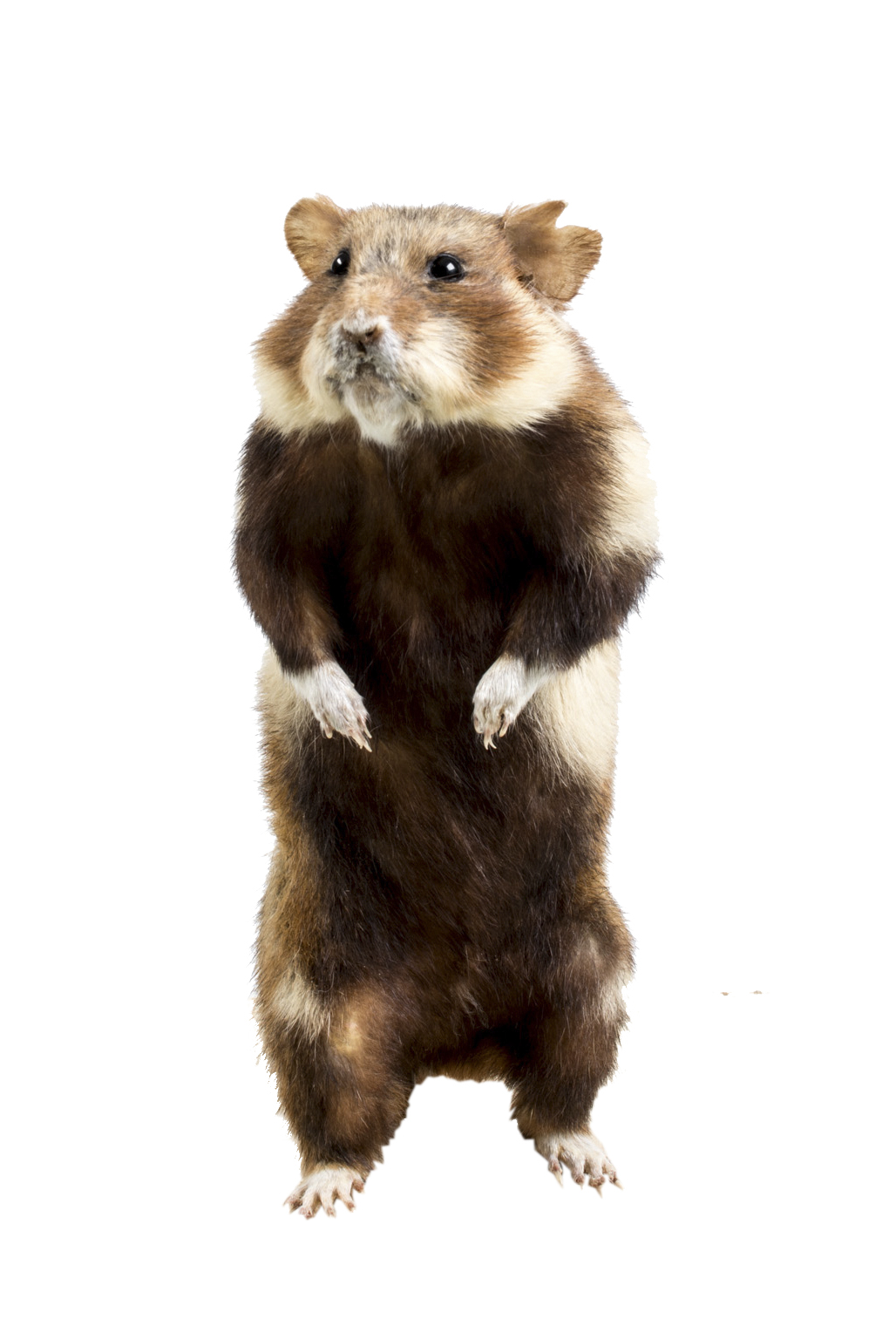
Criceto comune. Tassidermia, MUSE

Il criceto comune vive nelle steppe, nei terreni coltivati e lungo gli argini dei fiumi. Nelle regioni occidentali del suo areale è strettamente confinato ai terreni argillosi e di löss. Vive all'interno di gallerie durante tutto l'anno, entrando in letargo nel tardo autunno e in inverno e spingendosi sul terreno in cerca di cibo durante le ore crepuscolari nelle altre stagioni. Quando è costretto a nuotare, riempie d'aria le proprie tasche guanciali per poter galleggiare per maggiori distanze prima di entrare in acqua. Talvolta la carenza di cibo può costringere intere popolazioni ad effettuare spostamenti di massa, durante i quali possono essere attraversati a nuoto anche grandi fiumi.
Studi effettuati in Germania indicano che le dimensioni della tana sono generalmente correlate all'età del criceto ospite. Le camere e le gallerie delle tane estive e autunnali sono sempre situate allo stesso livello, generalmente a una profondità di soli 50 cm, ma le tane invernali possono spingersi anche a più di due metri sotto la superficie. Ciascuna tana presenta alcune gallerie di entrata oblique e verticali e vari compartimenti per il nido, l'immagazzinamento delle provviste e gli escrementi. Le tane invernali contengono uno spazio maggiore per le provviste; tali camere contengono generalmente pochi chili di cibo, sebbene siano state registrate anche camere contenenti fino a 90 kg di chicchi di cereali, piselli o patate. L'ibernazione invernale viene interrotta ogni cinque-sette giorni da brevi risvegli, durante i quali il criceto consuma parte delle provviste. La dieta è costituita da cereali, fagioli, lenticchie, radici e parti verdi di vegetali, nonché di larve d'insetto e di rane. In cattività mangia anche biscotti per cani, lattuga e mais.
Il criceto comune è generalmente un animale solitario, e ciascuna tana è occupata generalmente da un unico adulto. In alcune aree, tuttavia, le varie tane possono essere costruite l'una accanto all'altra a causa della mancanza di spazi adeguati disponibili, tanto da dare l'impressione di trovarsi davanti ad una colonia. Nell'Oblast' di Kaluga, in Russia, è stata registrata una densità di circa una tana ogni due ettari.

### Riproduzione

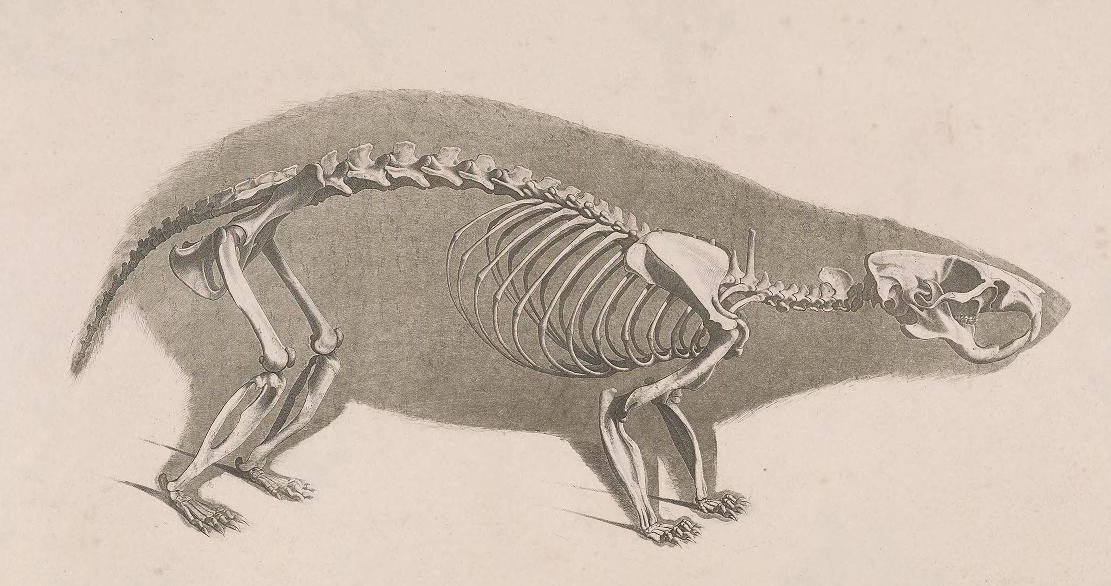
Scheletro di criceto.

La stagione riproduttiva si protrae dai primi di aprile ad agosto. I maschi penetrano nei territori delle femmine e vengono generalmente allontanati subito dopo l'accoppiamento, ma osservazioni compiute su esemplari in cattività hanno indicato che entrambi i partner possono occuparsi dell'allevamento dei piccoli. In cattività le femmine possono partorire anche una volta al mese per tutto l'anno, ma generalmente solo due volte all'anno in natura. Al termine di una gestazione di 18-20 giorni, nascono da 4 a 12 piccoli, più di rado 18; poiché la femmina ha soltanto 8 capezzoli, i cuccioli in soprannumero vengono di solito uccisi a morsi e divorati o dalla madre o dagli stessi fratelli. Al momento della nascita i piccoli criceti sono ciechi, completamente privi di pelo, e pesano dai 7 agli 8 g; in caso di pericolo la femmina provvede a porli in salvo trasportandoli o nelle tasche guanciali o in bocca, adagiati trasversalmente nel diastema che divide gli incisivi dai molari. Quando i figli più «anziani» cercano di uscire dal nido, la madre li riporta indietro ad uno ad uno, afferrandoli cautamente con la bocca: ciò fa cadere i piccoli in uno stato di «rigidità», per cui si lasciano trasportare senza opporre resistenza. All'età di una settimana i criceti, che hanno gli occhi ancora chiusi, cominciano a nutrirsi di vegetali che possono rosicchiare senza difficoltà in quanto gli incisivi inferiori e superiori erano già spuntati al momento della nascita. Dopo due settimane, quando finalmente aprono gli occhi, sono già rivestiti di un folto mantello; all'età di tre settimane l'allattamento viene interrotto, e i giovani criceti abbandonano allora la tana materna, rendendosi indipendenti. Dopo circa otto settimane dalla nascita il loro peso raggiunge il valore di quello della madre. Le femmine raggiungono la maturità sessuale a circa 43 giorni. La speranza di vita è di circa due anni.

## Conservazione
In alcune aree il criceto comune viene catturato con trappole per la sua pelliccia. A causa dei danni causati alle piantagioni di mais e di altri cereali, viene inoltre considerato un animale nocivo. L'introduzione delle moderne pratiche agricole, tuttavia, ha causato il netto declino della specie, tanto che essa è considerata ormai rara in Europa.